# 西古纽埃拉
西古纽埃拉，是西班牙卡斯蒂利亚-莱昂巴利亚多利德省的一个市镇。总面积30平方公里，
2001年普查人口總數為388人，人口密度為每平方公里13人。